# Out of Range
Out of Range es el quinto álbum de estudio publicado por la cantante y compositora estadounidense Ani DiFranco, lanzado en 1994.

## Lista de canciones
Todas las canciones compuestas por Ani DiFranco.
1. "Buildings and Bridges" – 4:05
2. "Out of Range" (acústica) – 3:46
3. "Letter to a John" – 3:48
4. "Hell Yeah" – 5:01
5. "How Have You Been" – 4:29
6. "Overlap" – 3:44
7. "Face Up and Sing" – 2:53
8. "Falling Is Like This" – 3:01
9. "Out of Range" (eléctrica) – 3:25
10. "You Had Time" – 5:49
11. "If He Tries Anything" – 3:15
12. "The Diner" – 4:39

## Personal
- Ani DiFranco – Guitarra acústica, percusión, piano, guitarra eléctrica, guitarra de acero, voz
- Colleen Allen – saxófono
- Chris Brown – piano
- Stephen Donald – trombón
- Scot Fisher – acordeón
- Alisdair Jones – bajo
- Sarah McElcheran – trompeta
- Andy Stochansky – dumbek, batería, coros

## Producción
- Productores – Ani DiFranco, Ed Stone
- Ingeniero – Ed Stone
- Dirección de arte – Ani DiFranco
- Diseño – Ani DiFranco
- Fotografía – Scot Fisher